# Estivareilles (Loire)
Estivareilles település Franciaországban, Loire megyében. Lakosainak száma 709 fő (2022. január 1.). Estivareilles Usson-en-Forez, Saillant, Apinac, La Chapelle-en-Lafaye, Luriecq, Marols, Merle-Leignec, Montarcher és Saint-Nizier-de-Fornas községekkel határos.

## Népesség
A település népességének változása:
| Lakosok száma | 681  | 541  | 558  | 629  | 696  | 694  | 686  | 683  | 684  | 709  |
|               | 1968 | 1982 | 1990 | 2006 | 2013 | 2015 | 2017 | 2019 | 2020 | 2022 |